# Oabnithi Wiwattanawarang
Oabnithi Wiwattanawarang (โอบนิธิ วิวรรธนวรางค์), noto anche con lo pseudonimo di Oab (โอบ) (Bangkok, 2 agosto 1994), è un attore thailandese.

## Filmografia

### Cinema
- The Blue Hour, regia di Anucha Boonyawatana (2015)
- Kong Kwan Dton Mayk Fon Bon Bpaaneua (2017)

### Televisione
- Hormones - Wai wawun - serie TV (2013-2014)
- The Beginning - serie TV, 1 episodio (2013)
- Phuean hian.. rongrian lon - serie TV, episodio 13 (2015)
- Malee - The Series - serie TV, 13 episodi (2015)
- Nang Rai Tee Rak - serie TV (2015)
- Yoo Tee Rao - miniserie TV (2015)
- I Hate You I Love You - webserie, 5 episodi (2016-2017)
- Friend Day - The Series - serie TV, 1 episodio (2017)
- Project S - serie TV, 8 episodi (2017)
- Secret Seven - Thoe khon ngao kap khao thang chet - serie TV, 12 episodi (2017)
- Love Songs Love Series - serie TV (2017)
- Love Songs Love Series To Be Continued - Reung tee kho - serie TV (2018)

## Programmi televisivi
- GANG 'MENT Wan Wai Wun (GTH On Air, 2014-2015)